# Xeropigo tridentiger
Xeropigo tridentiger is een spinnensoort uit de familie van de loopspinnen (Corinnidae).
De wetenschappelijke naam van de soort werd in 1869 als Olios tridentiger gepubliceerd door Octavius Pickard-Cambridge.